# Thesium aggregatum
Thesium aggregatum är en sandelträdsväxtart som beskrevs av Arthur William Hill. Thesium aggregatum ingår i släktet spindelörter, och familjen sandelträdsväxter. Inga underarter finns listade i Catalogue of Life.